# GDRN
GDRN, pseudonimo di Guðrún Ýr Eyfjörð Jóhannesdóttir (Reykjavík, 8 gennaio 1996), è una cantante e attrice islandese.

## Biografia
Originaria di Reykjavík, si è trasferita all'età di 4 anni a Mosfellsbær, dove ha preso parte all'Ungmennafélagið Afturelding. Ha studiato violino classico per 11 anni, e successivamente anche jazz piano e canto. Ha frequentato la Menntaskólinn í Reykjavík con l'intento di diventare medica; tuttavia, ha iniziato a realizzare musica negli ultimi quattro anni degli studi, sulla quale si focalizzerà dopo essersi diplomata.
È salita alla ribalta grazie al brano Hvað ef, che è divenuta la sua prima entrata nella Tónlistinn, e grazie alla hit Lætur mig che è stata una delle canzoni più vendute a livello nazionale nel corso del 2019. Il successo ottenuto dal singolo ha fruttato all'artista due premi nell'ambito del principale riconoscimento musicale islandese, l'Íslensku tónlistarverðlaunin, come canzone pop dell'anno e video musicale dell'anno, nonché un premio come cantante pop/rock dell'anno e uno per l'album pop dell'anno per il suo disco di debutto Hvað ef, che è risultato il 17º più venduto nel corso del medesimo anno in suolo islandese con 1 221 unità e che ha in seguito ricevuto la certificazione d'oro (2 500 unità complessive) dalla Félag Hljómplötuframleiðenda. Hvað ef è stato candidato per il Nordic Music Prize all'album pop dell'anno, perdendolo nei confronti di Honey di Robyn.
Nel 2020 ha pubblicato il suo secondo album in studio eponimo, che ha esordito in vetta alla classifica degli album nazionale, terminando al 9º posto in quella annuale con 1 425 unità distribuite mentre Hvað ef ha aggiunto al suo totale altre 734 copie. L'anno successivo ha inciso con Jón Jónsson il singolo Ef ástin er hrein, che è riuscito a spodestare Rólegur kúreki di Bríet dalla cima della classifica dei singoli, diventando la hit dell'artista più longeva al vertice con undici settimane al numero uno e quella più popolare dell'intero anno. Il 24 marzo 2021 ha ottenuto altre quattro candidature all'Íslensku tónlistarverðlaunin, tra cui una come album pop dell'anno per il suo secondo disco eponimo, certificato oro dalla FHF.
Nello stesso anno ha inoltre fatto il suo debutto come attrice nella serie televisiva Katla, interpretando il ruolo di Gríma.
Tíu íslensk sönglög (2022), in collaborazione con Magnús Jóhann, ha segnato il suo secondo esordio direttamente al numero uno nella classifica LP nazionale; lo stesso è oro per le 2 500 unità accumulate.
Nel marzo 2024 è tornata sulle scene musicali col disco da solista Frá mér til þín, fermatosi al 5º posto della Tónlistinn. Il progetto, anticipato dall'estratto Parísarhjól (candidato per l'Íslensku tónlistarverðlaunin alla canzone pop, rock, hip hop o elettronica dell'anno), ha generato quattro candidature aggiuntive all'ÍSTÓN. Nella seconda metà dell'anno è uscito un secondo disco collaborativo con Magnús Jóhann, dal titolo Nokkur jólaleg lög; si tratta del suo terzo LP numero uno.

## Discografia

### Album in studio
- 2018 – Hvað ef
- 2020 – GDRN
- 2022 – Tíu íslensk sönglög (con Magnús Jóhann)
- 2024 – Frá mér til þín
- 2024 – Nokkur jólaleg lög (con Magnús Jóhann)

### EP
- 2025 – GDRN Live at Hljóðriti

### Singoli
- 2017 – Ein
- 2017 – Það sem var
- 2018 – Lætur mig (feat. Floni)
- 2019 – Næsta (con JóiPé & Króli e SZK)
- 2018 – Shoutout á mig
- 2020 – Af og til
- 2020 – Crystallized (con Bomarz)
- 2021 – Ef ástin er hrein (con Jón Jónsson)
- 2021 – Næsta líf
- 2022 – Morgunsól (con Magnús Jóhann)
- 2022 – Upp á rönd (con gli Hjálmar)
- 2022 – Open Your Heart
- 2022 – Mar (con Moses Hightower)
- 2023 – Gleymmérei (con Halldór Eldjárn)
- 2023 – Springur út (con Friðrik Dór e Moses Hightower feat. Stórsveit Reykjavíkur)
- 2023 – Júpíter (con Elín Hall)
- 2023 – Parísarhjól
- 2024 – Ævilangt
- 2024 – Hjuts ess bansi (con i Baggalútur)
- 2024 – Það sem jólin snúast um (con Magnús Jóhann e KK)
- 2025 – Milljón tár (con Júlí Heiðar)

## Filmografia
- Katla – serie TV, 8 episodi (2021)